# Барбарисовые (подсемейство)
Барбарисовые (лат. Berberidoideae) — подсемейство цветковых растений семейства Барбарисовые (Berberidaceae).

## Представители
Подсемейство включает в себя 14—17 родов в двух трибах и двух подтрибах:
Триба Барбарисовые (Berberideae), включает 11—14 родов в двух подтрибах:
- Подтриба Berberidinae, включает 3—4 рода:

- Berberis L. — Барбарис
- ×Mahoberberis C.K.Schneid., гибрид Магонии и Барбариса
- Mahonia Nutt. — Магония, рядом ботаников считается синонимом рода Барбарис
- Ranzania T.Itô

- Подтриба Epimediinae, включает 8—10 родов:

- Achlys DC.
- Bongardia C.A.Mey. — Бонгардия
- Diphylleia Michx. — Двулистник
- Dysosma Woodson, рядом ботаников считается синонимом рода Подофилл
- Epimedium L. — Эпимедиум, или Горянка
- Jeffersonia Barton — Джефферсония
- Plagiorhegma Maxim.
- Podophyllum L. — Подофилл
- Sinopodophyllum T.S.Ying, рядом ботаников считается синонимом рода Подофилл
- Vancouveria C.Morren & Decne. — Ванкуверия

Триба Леонтицевые (Leonticeae), включает 3 рода:
- Caulophyllum Michx. — Стеблелист
- Gymnospermium Spach — Голосемянник
- Leontice L. — Леонтица